# Кривачинці
Крива́чинці — село в Україні, у Війтовецькій селищній територіальній громаді Хмельницького району Хмельницької області. Населення становить 948 осіб.

## Населення

### Мова
Розподіл населення за рідною мовою за даними перепису 2001 року:
| Мова       | Відсоток |
| ---------- | -------- |
| українська | 98,63 %  |
| російська  | 1,27 %   |

## Географія
Селом протікає річка Жаборічка.

## Історія
7 (20) листопада 1917 року, відповідно до Третього Універсалу Української Центральної Ради, увійшло до складу Української Народної Республіки.

## Голодомор у Кривачинцях
За даними різних джерел в селі в 1932—1933 роках загинуло близько 25 чоловік. На сьогодні встановлено імена 12. Мартиролог укладений на підставі поіменних списків жертв Голодомору 1932—1933 років, складених Кривачинецькою сільською радою. Поіменні списки зберігаються в Державному архіві Хмельницької області.

## Сучасність
- В ніч з 26 на 27 серпня 2014 року у селі повалено пам'ятник В. І. Леніну.

Колишній орган місцевого самоуправління — Кривачинецька сільська рада.

## Галерея

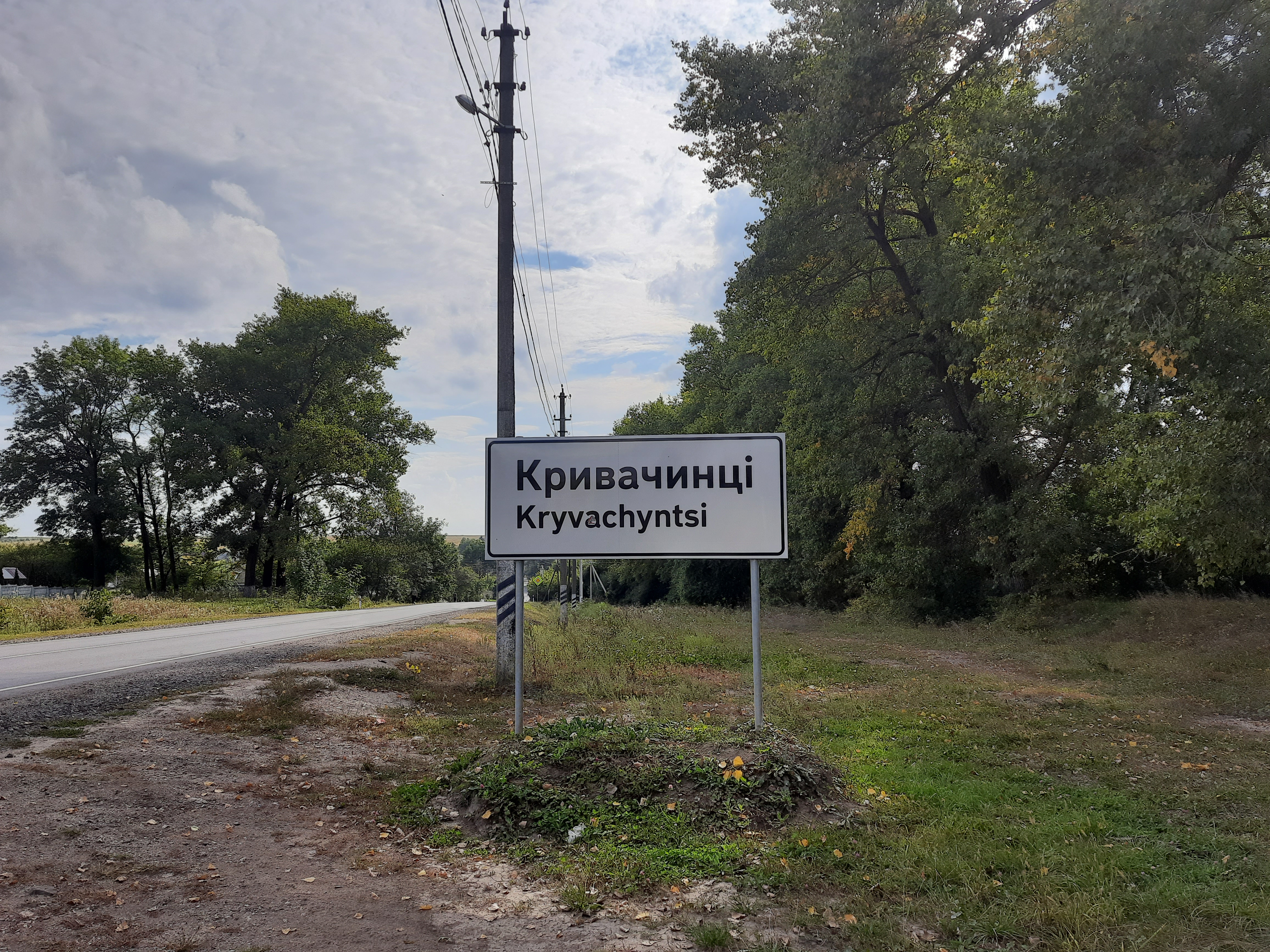
Дорожній знак при в'їзді в село
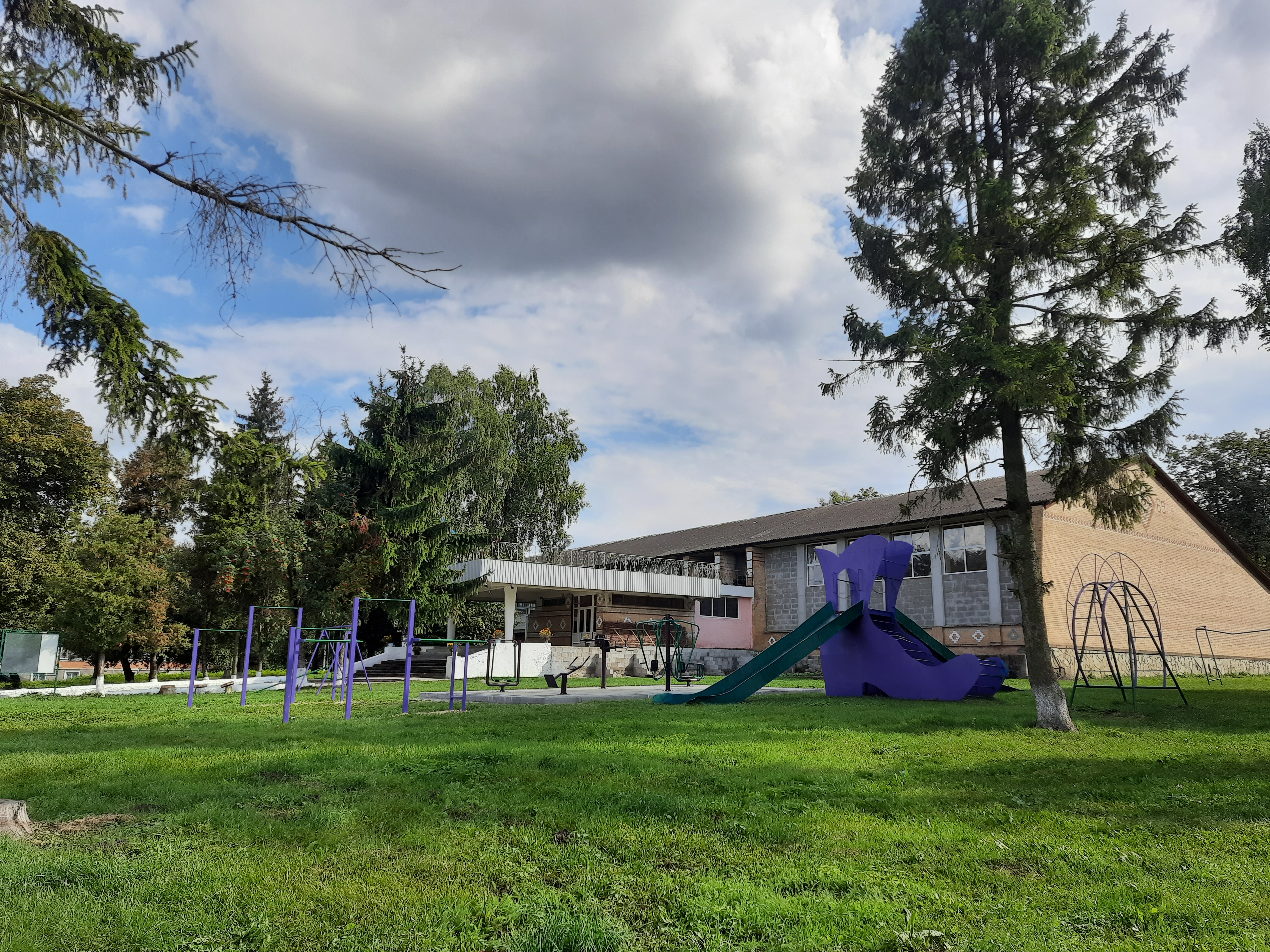
Будинок культури
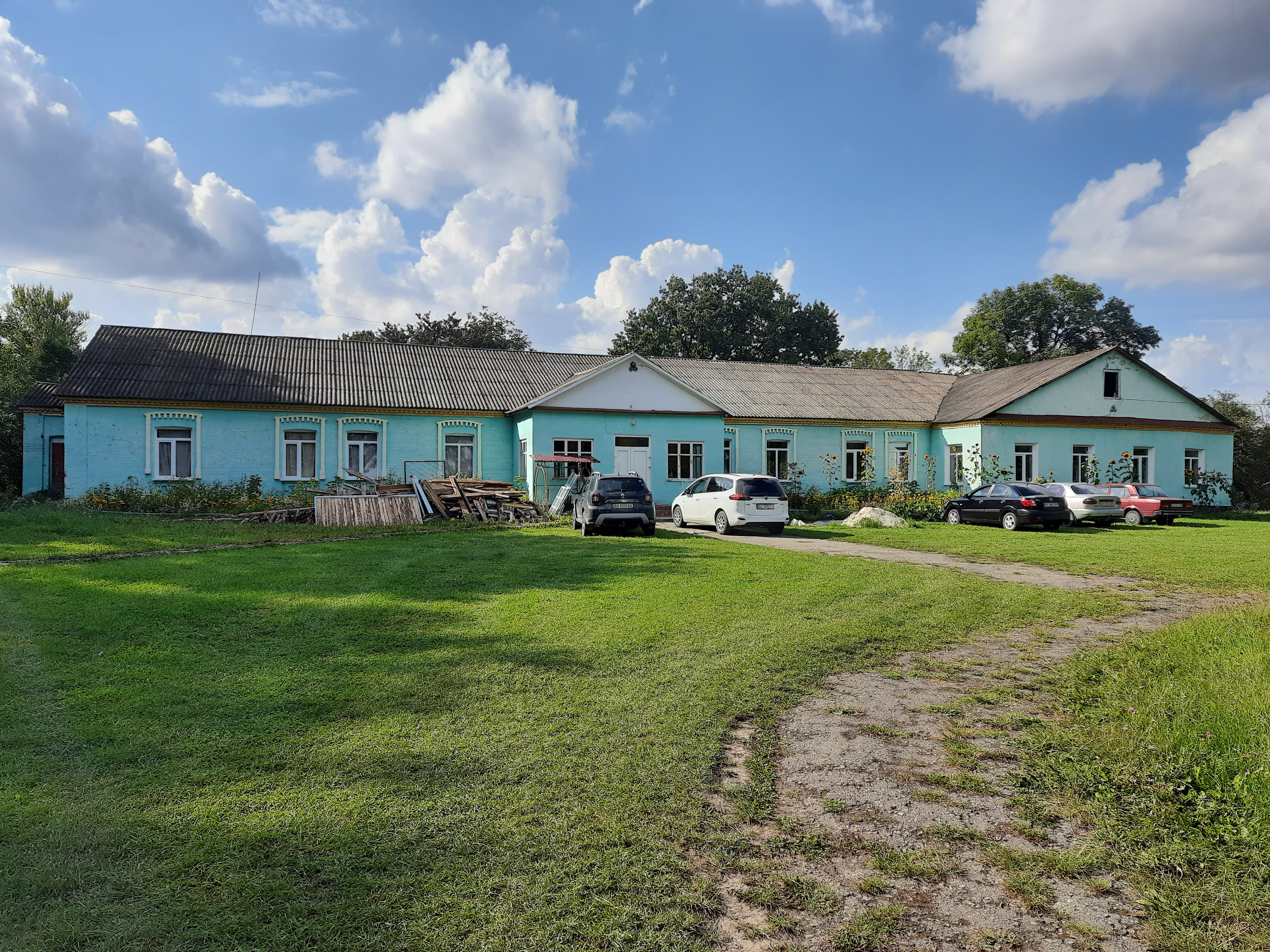
Школа
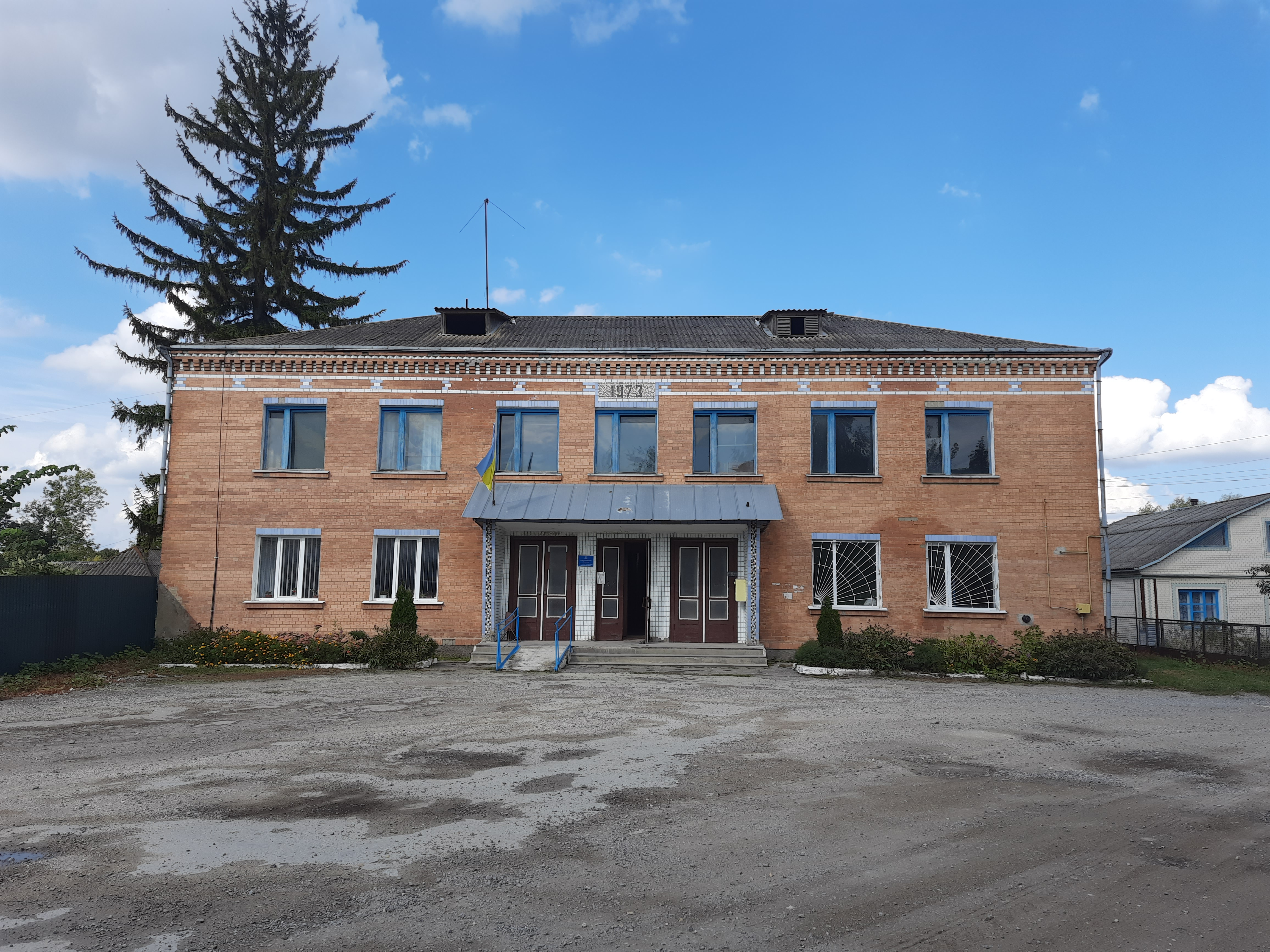
Старостат
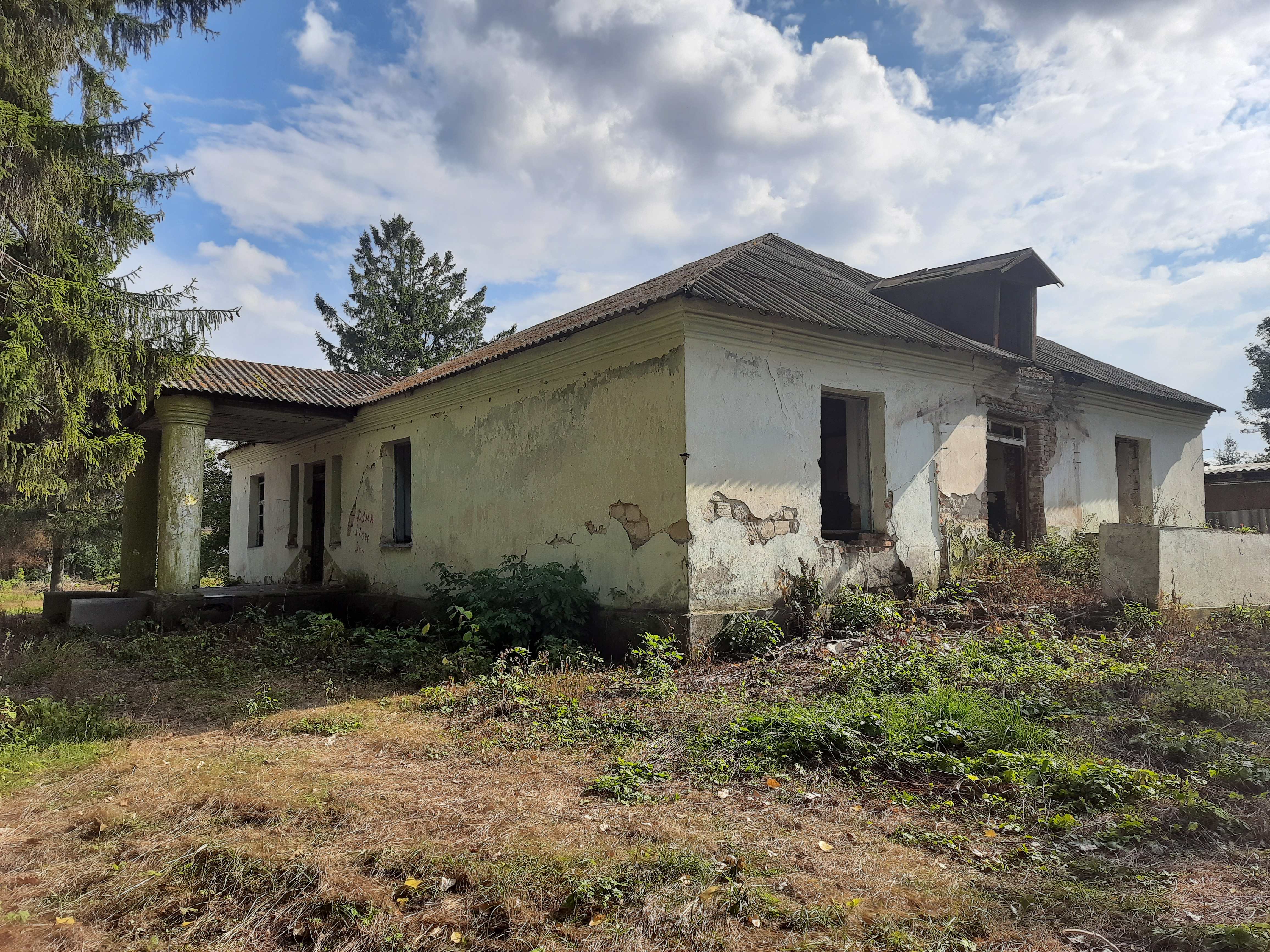
Будівля колишньої контори
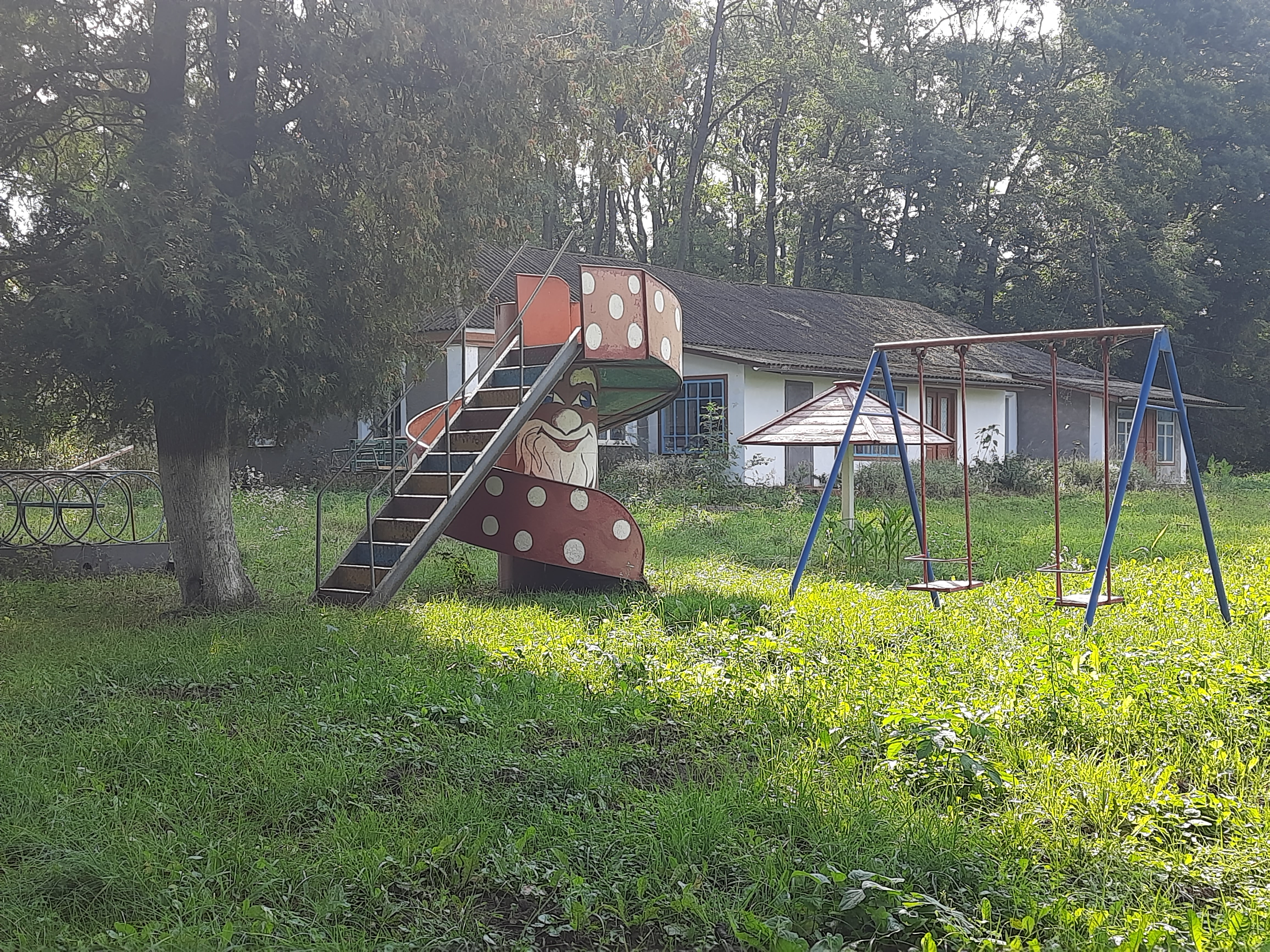
Дитячий майданчик
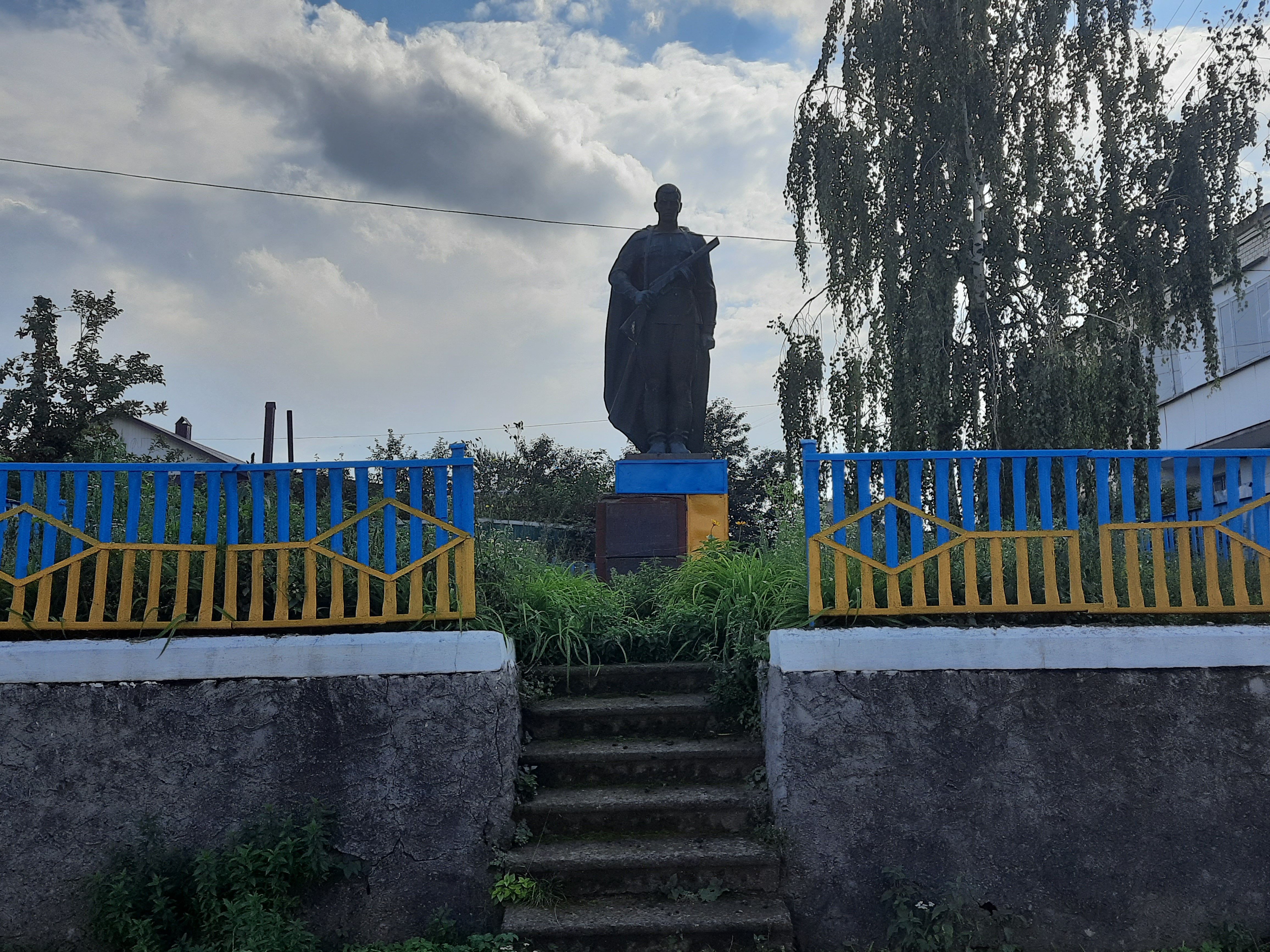
Братська могила радянських воїнів
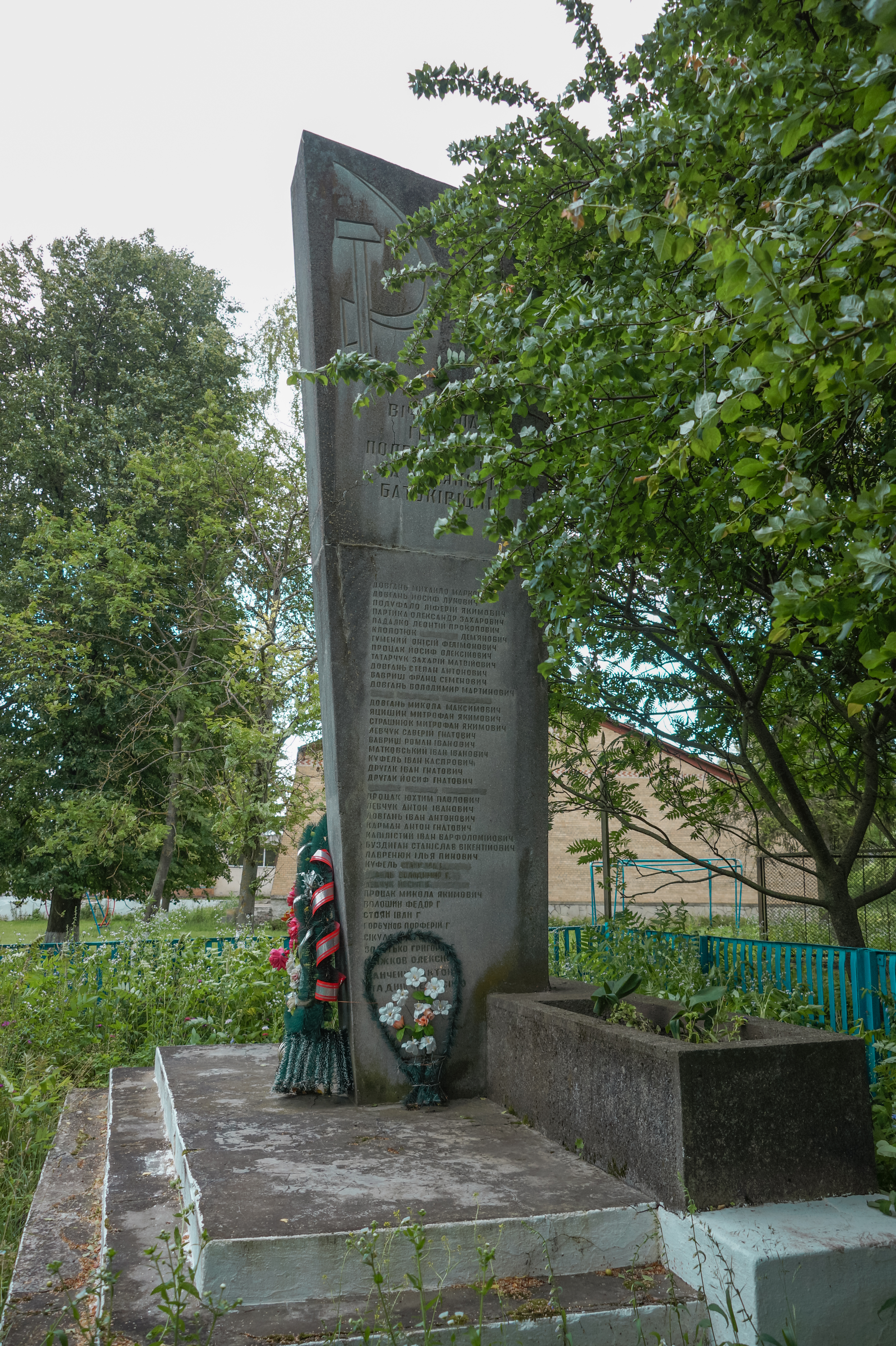
Пам'ятний знак на честь воїнів-односельчан
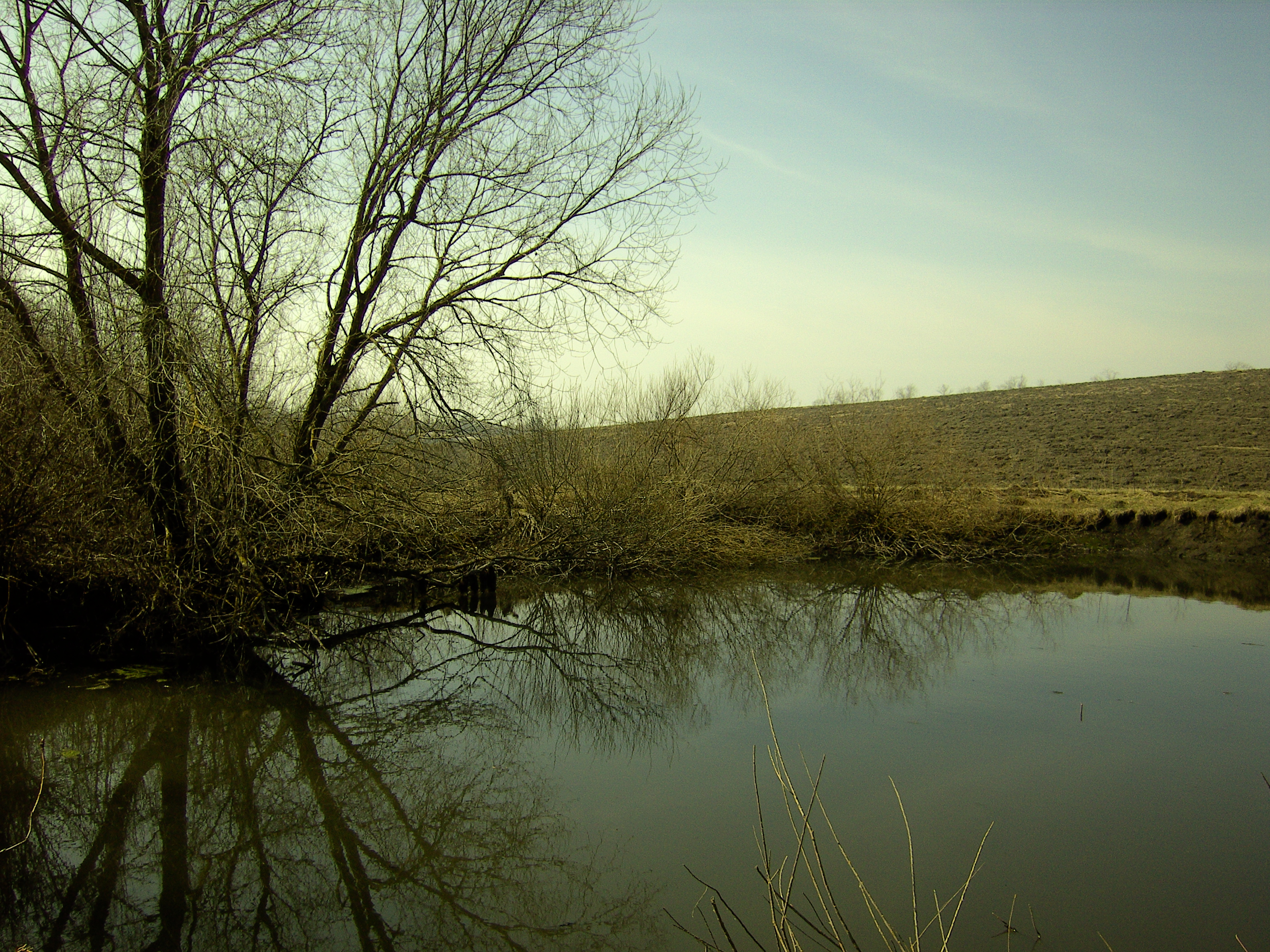
Ставок у Кривачинцях
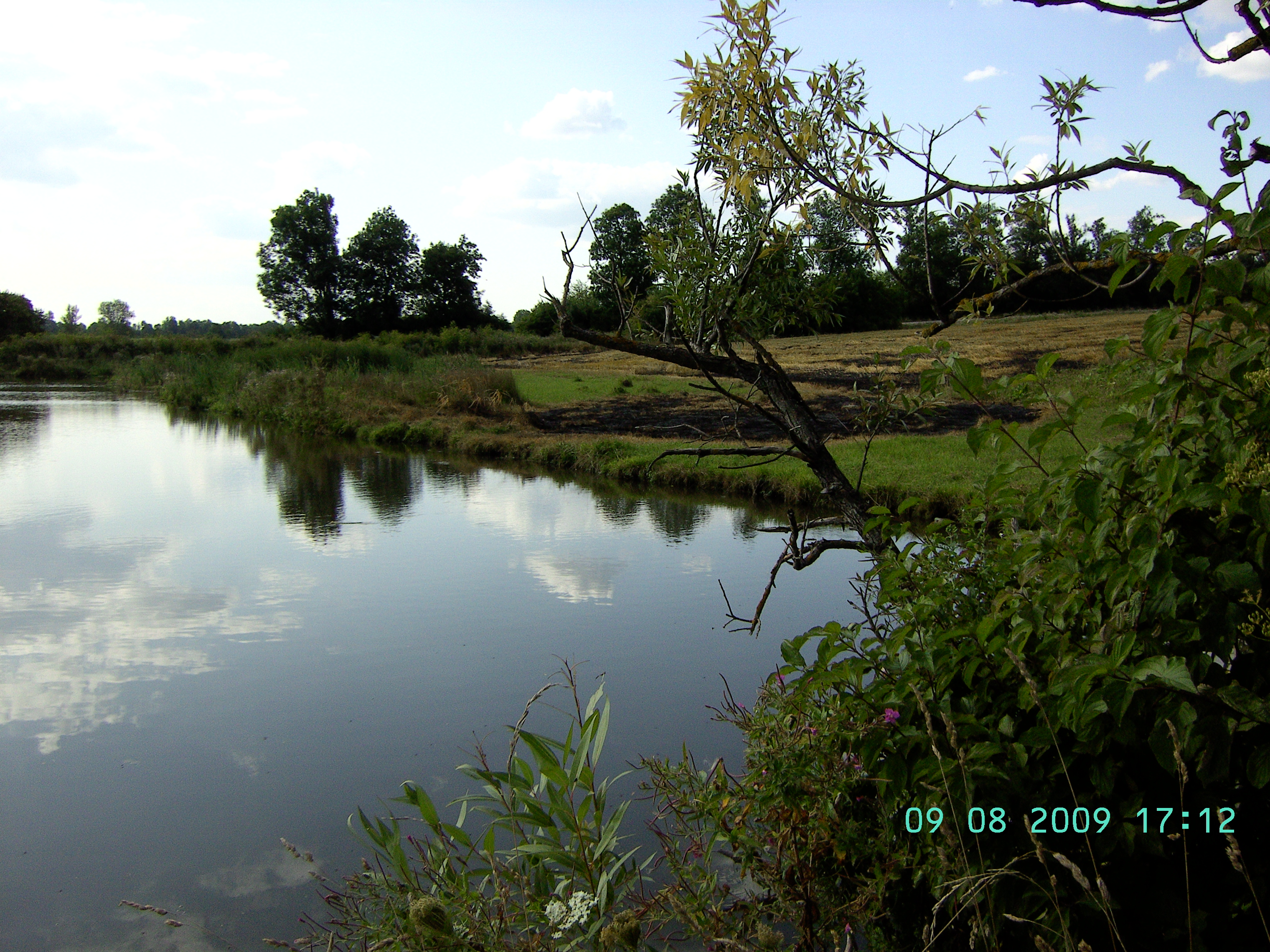
Ставок у Кривачинцях